# Операција Север
Операција Север (рус. Операция Север) је био кодни назив који је Министарство државне безбедности СССР-а доделило масовној депортацији Јеховиних сведока и њихових породица у Сибир у Совјетском Савезу 1. и 8. априла 1951.

## Историјска позадина
Готово да није било Јеховиних сведока у Совјетском Савезу све до његовог припајања Балтичких држава, Западне Белорусије, Западне Украјине, Бесарабије и Северне Буковине; већина Јеховиних сведока је живела у Молдавској ССР и Украјинској ССР. Јеховини сведоци су ушли у сукоб са совјетском владом, пре свега зато што су одбили да се прикључе војсци. Њихова учења су убрзо сматрана антисовјетским. Чланови верских група, укључујући Јеховине сведоке, квалификовали су се као верски елементи које је комунистички режим сматрао потенцијалним извором опасности. У новембру 1950. Виктор Абакумов је пријавио план да се они депортују Стаљину, а Стаљин је предложио да се депортација догоди у марту-априлу 1951.

## Имплементација
Абакумов је 19. фебруара 1951. доставио тајно обавештење Стаљину, у којем су детаљно наведени планови за депортације Јеховиних сведока у Томску област и Иркутску област. У њему се посебно наводи да је током 1947–1950 ухапшено 1048 вођа и активиста Јеховиних сведока, откривено 5 подземних штампарија и заплењене велике количине штампаног материјала. Депортованима је било дозвољено да понесу највише 150 килограма имовине, спаковане у року од два сата; преостала имовина је требало да буде конфискована „за покриће обавеза депортованих пред државом”. Абакумовљево обавештење наводи следеће планиране бројеве депортованих:
- Укупан број: 8576 лица (3048 породица), укључујући:
  - Украјинска ССР — 6140 лица (2020 породица);
  - Бјелоруска ССР — 394 лица (153 породице);
  - Молдавска ССР — 1675 лица (670 породица);
  - Летонска ССР — 52 особе (27 породица);
  - Литванска ССР — 76 лица (48 породица);
  - Естонска ССР — 250 лица (130 породица).

Савет министара СССР- а је 3. марта 1951. године издао одговарајућу уредбу (бр. 667-339сс), након чега је уследила наредба Министарства државне безбедности (бр. 00193) од 5. марта 1951. године. Савет министара Молдавске ССР је 24. марта донео уредбу о конфискацији и продаји имовине депортованих. Операција Север је почела у 4 сата ујутро 1. априла 1951. године, а хватање је завршено 2. априла. Депортовани су класификовани као „специјални насељеници“. Из Молдавске ССР је у ноћи 31. марта на 1. април 1951. депортовано 2.617 особа (723 породице) Укупно су из целе земље депортоване 9.973 особе.

## Амнестија и ослобађање
Дана 30. септембра 1965. године, декретом (бр. 4020-1У) Президијума Савета министара СССР-а укинуто је ограничење „посебних насеља” за припаднике четири депортоване верске групе и чланове њихових породица. Међутим, у овој уредби коју је потписао Анастас Микојан наводи се да неће бити накнаде за одузету имовину, а да повратак у пређашња места становања зависи од сагласности локалних управа. Иако су пуштени, Јеховини сведоци су и даље били предмет правног прогона због њихове идеологије која је класификована као антисовјетска. Организација је легализована у Совјетском Савезу 1991. године, а Русија је поново забранила 2017. године. Депортовани и осуђени Јеховини сведоци (и други верски осуђеници) рехабилитовани су као жртве совјетске политичке репресије Указом бр. 378 председника Руске Федерације од 3. марта 1996. „О мерама рехабилитације свештеника и верника који су постали жртве неоправданих репресија”